# 1796年の相撲
1796年の相撲（1796ねんのすもう）は、1796年の相撲関係のできごとについて述べる。

## 興行
- 3月場所（江戸相撲）[1]
  - 興行場所:本所回向院
  - 4月10日（旧3月3日）より晴天10日間興行
- 5月場所（大坂相撲）[1]
  - 興行場所:難波新地
  - 晴天10日間興行
- 10月場所（江戸相撲）[2]
  - 興行場所:本所回向院
  - 11月15日（旧10月16日）より晴天10日間興行